# Stockholms östra station
Stockholms östra station, lokalt omnämnd som Östra station eller Östra, är en järnvägsstation i Stockholm och slutstation för Roslagsbanan. Stationen ligger i anslutning till Kungliga Tekniska högskolan och tunnelbanestationen Tekniska högskolan. 

## Nuvarande situation
Dagens Stockholms östra har en bangård med uppställningsspår, samt en vagnhall för lättare underhåll och tvätt. Det finns sex plattformsspår som är numrerade 2 till 7. Fram till 2015 låg spår 6 och 7 i en svag lutning ner mot gatuplan då det fram till 1960 fortsatte tvärs över Drottning Kristinas väg och Valhallavägen, ner till Engelbrektsplan. Denna sträcka trafikerades av Djursholmstågen och kallades Tåget i gatan. Numera ligger alla spår i samma plan.
I anslutning till stationen finns nedgången till tunnelbanestation Tekniska högskolan och bussterminalen Tekniska högskolan, som är ändhållplats för bussar från Roslagen: linjerna 639 från Rimbo och Hallstavik, 670 från Vaxholm samt 676 från Norrtälje.
Stockholms östra har cirka 11 700 påstigande och ungefär lika många avstigande passagerare per vardag. Det gör stationen till den fjärde största järnvägsstationen i Stockholm (efter Stockholms centralstation, Stockholms södra station och Älvsjö station).
Stationsbyggnaden innehåller en restaurang, som än idag har samma funkisinredning som från början. Restaurangen frekventeras ofta av anhängare till Djurgårdens IF, eftersom den ligger nära klubbens klassiska hemmaplan för fotboll, Stockholms stadion.

## Historik
Stationsbyggnaden är belägen vid Valhallavägen 75-77. Nuvarande byggnad invigdes 1932 och ritades av Albin Stark och inrymmer även trafikoperatörens administration, idag Transdev och tidigare AB Storstockholms Lokaltrafiks Järnvägar (SLJ) med flera. Den cirkulära entréhallen har takmålningar av Ewald Dahlskog och på andra våningen ligger en restaurang som i princip har inredningen kvar från 1930-talet.
År 1884, när bangårdsbyggandet började, tänkte bolaget placera stationsbyggnaden vid nuvarande Lill-Jans Plan, men Stockholms stads krav på utrymme för en "gränsboulevard", nuvarande Valhallavägen, tvingade upp järnvägsbyggarna på berget i "oländig terräng", fyra meter över den nivå, på vilken den tilltänkta stationen skulle ha legat.
Innan nuvarande stationsbyggnad och bangård byggdes, låg ett enkelt stationshus i trä ungefär vid korsningen Odengatan/Valhallavägen, som blev ett nära 50-årigt provisorium.
Tidigare hade Stockholms östra även anslutning till det normalspåriga järnvägsnätet via ett förbindelsespår till Värtabanan; delar av banvallen kan fortfarande ses på spårets västra sida mellan den plats där den kommer ut under den nybyggda tvätthallen och svängen mot Albano.

## Framtid
Stockholm östra kan komma att läggas ned som station. Den så kallade Stockholmsöverenskommelsen var en del av Sverigeöverenskommelsen. Enligt överenskommelsen ska Roslagsbanan gå från station Universitetet till Odenplan och sedan till Centralen. Stockholms läns landsting, nuvarande Region Stockholm, fattade i fullmäktige den 13 och 14 juni 2017 beslut om att genomföra och finansiera överenskommelsen om Roslagsbanan.
I september 2024 fastställdes lokaliseringsutredningen för Roslagsbanan till city, vilket innebär att regionen planerar att bygga en ny sträckning för Roslagsbanan söder om Universitetet. Den nya järnvägen ska gå i en tunnel som börjar i höjd med Albano och fortsätter till Odenplan och därefter vidare till T-Centralen. Därmed läggs Stockholm östra ned som slutstation för Roslagsbanan.

## Bilder

### Nutida fotografier

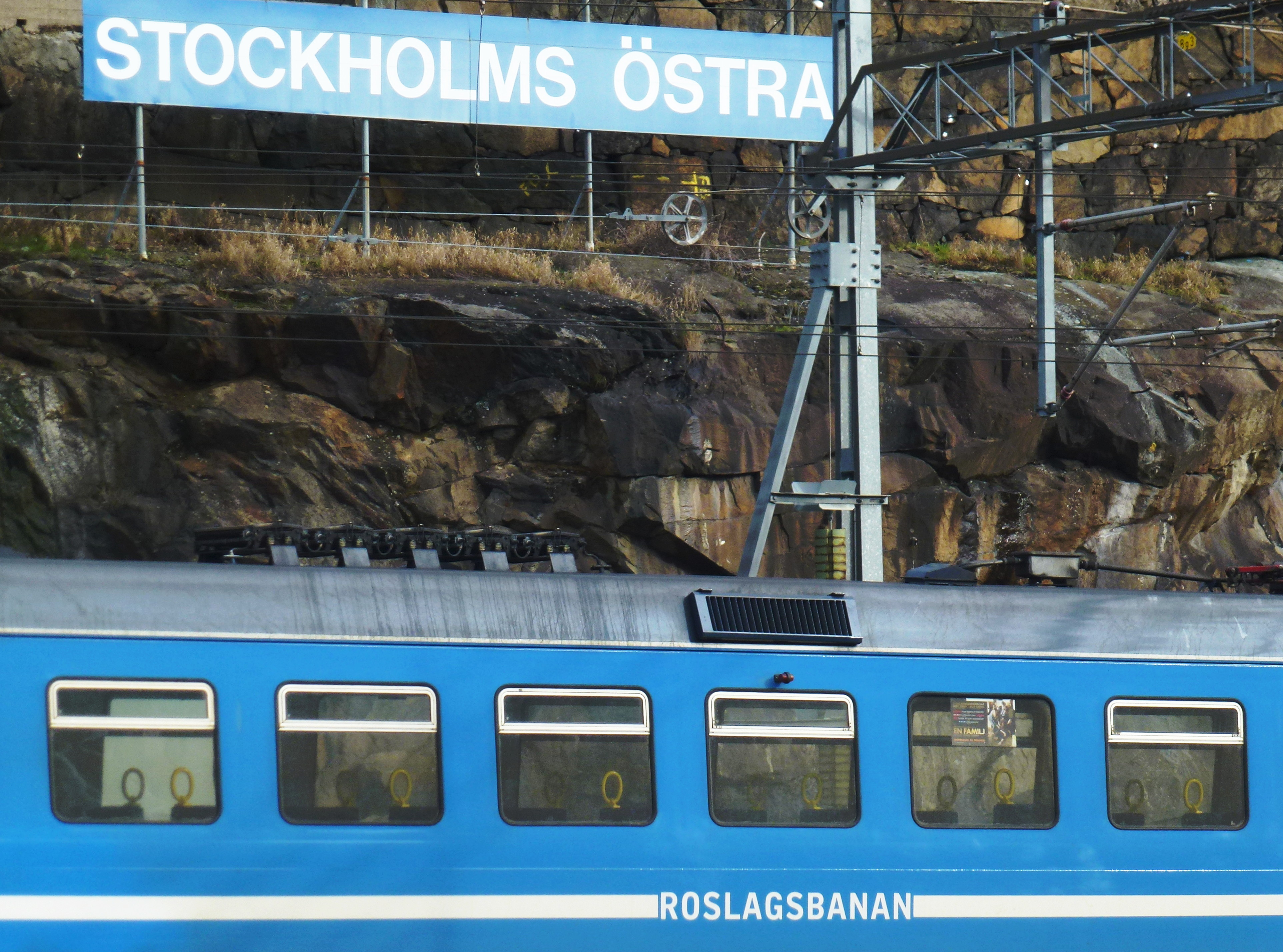
Stockholms Östra, 2014
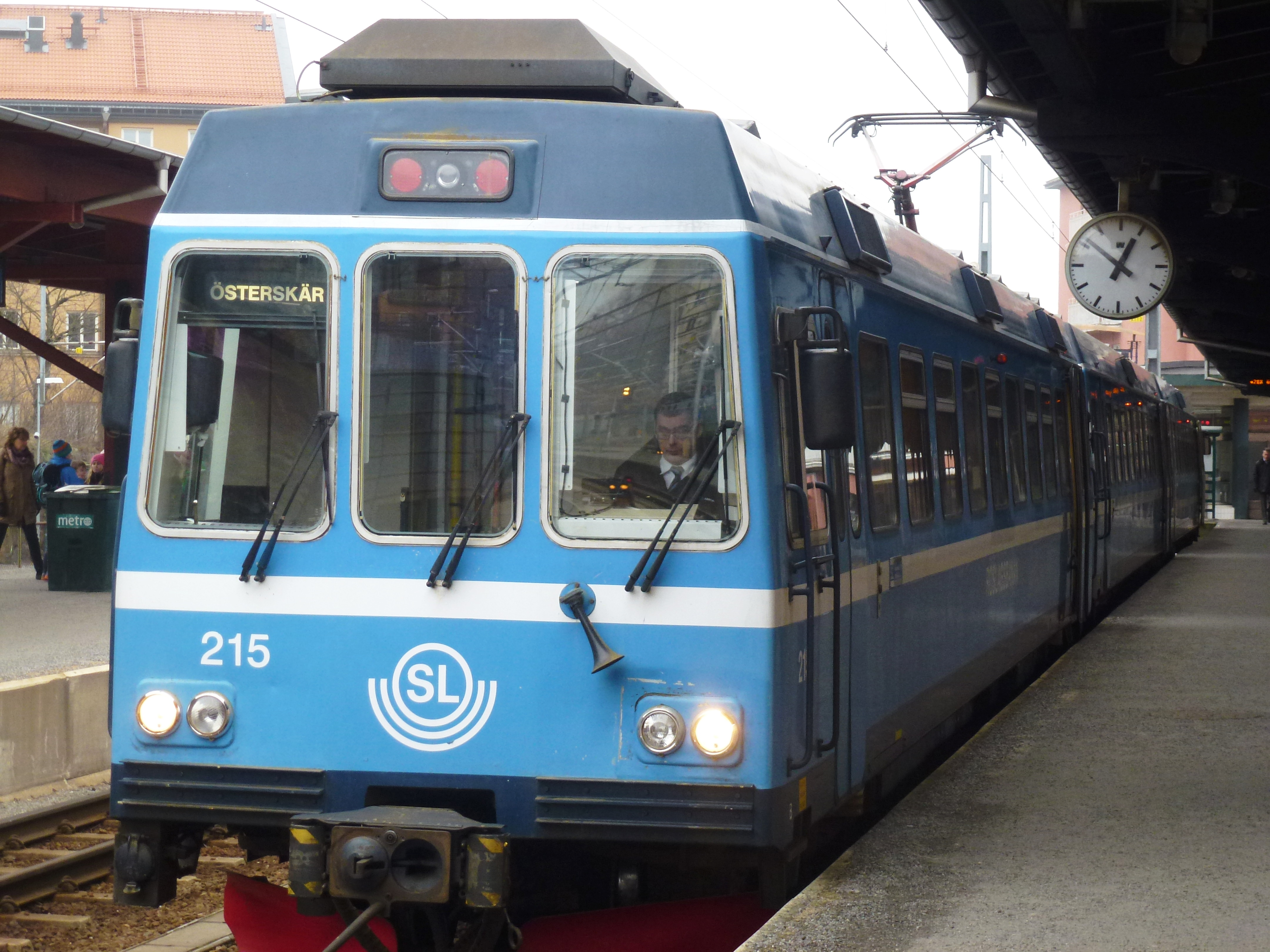
X10p vid plattform mot Österskär 2014
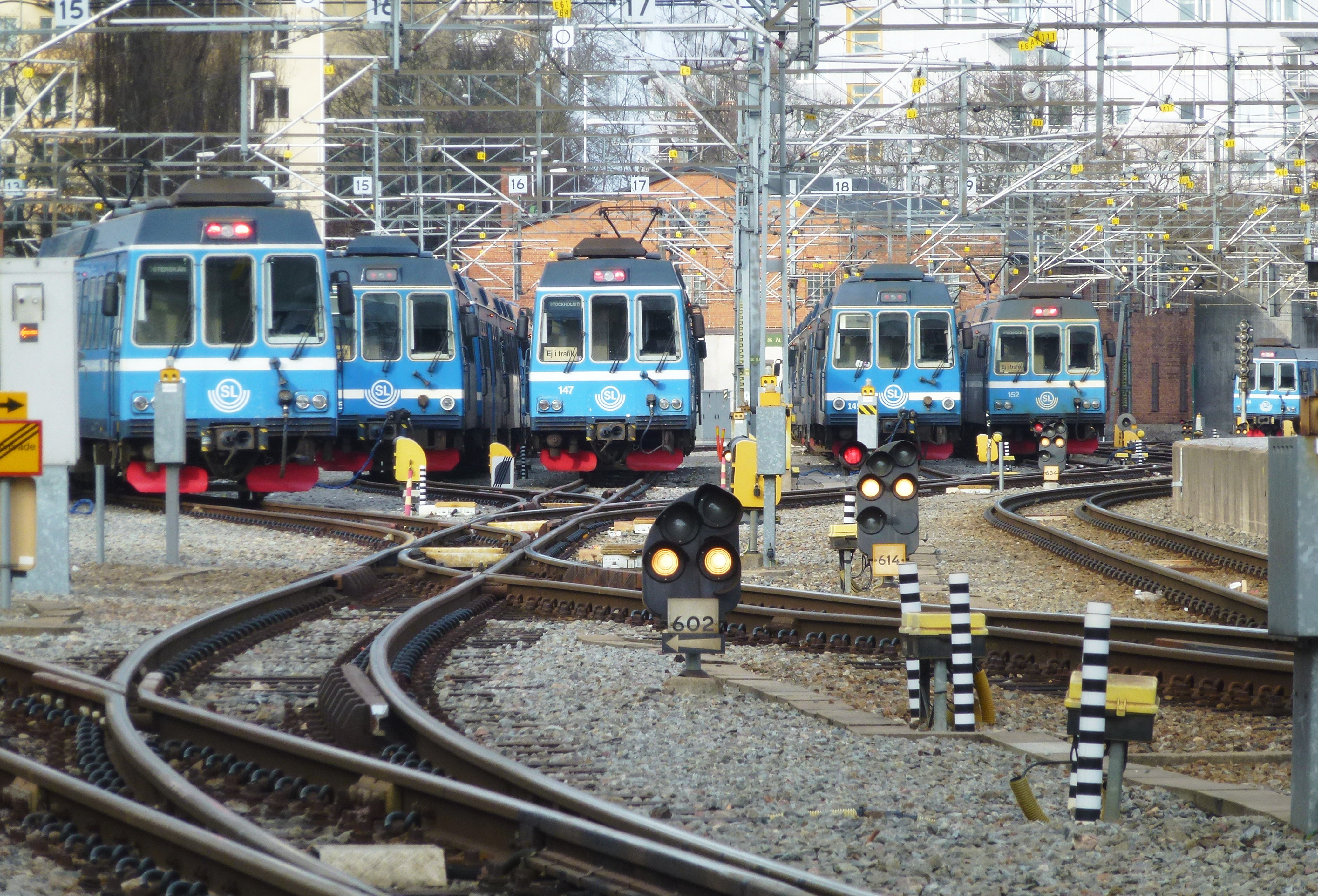
Bangården, 2014
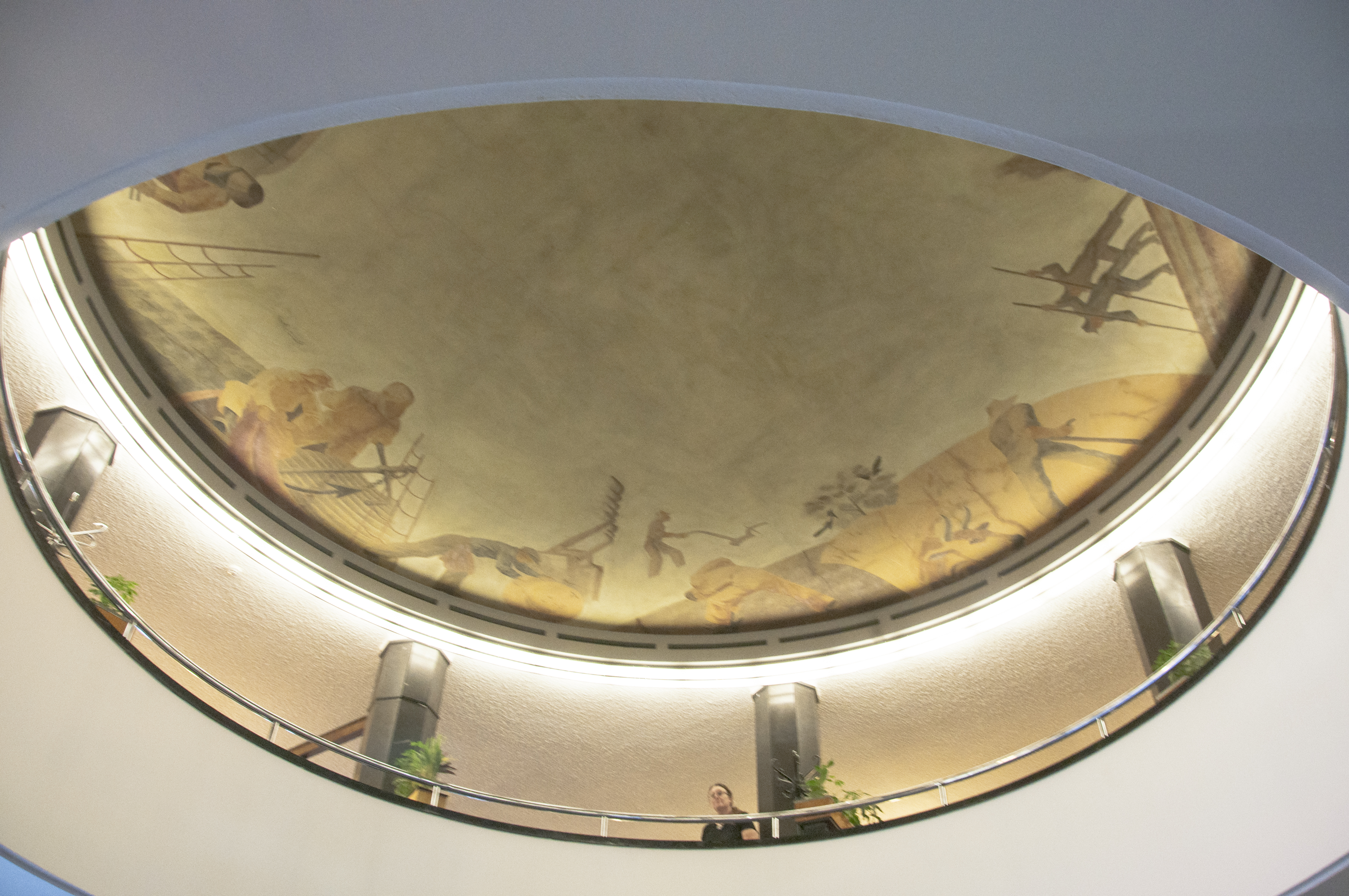
Entréhallens tak
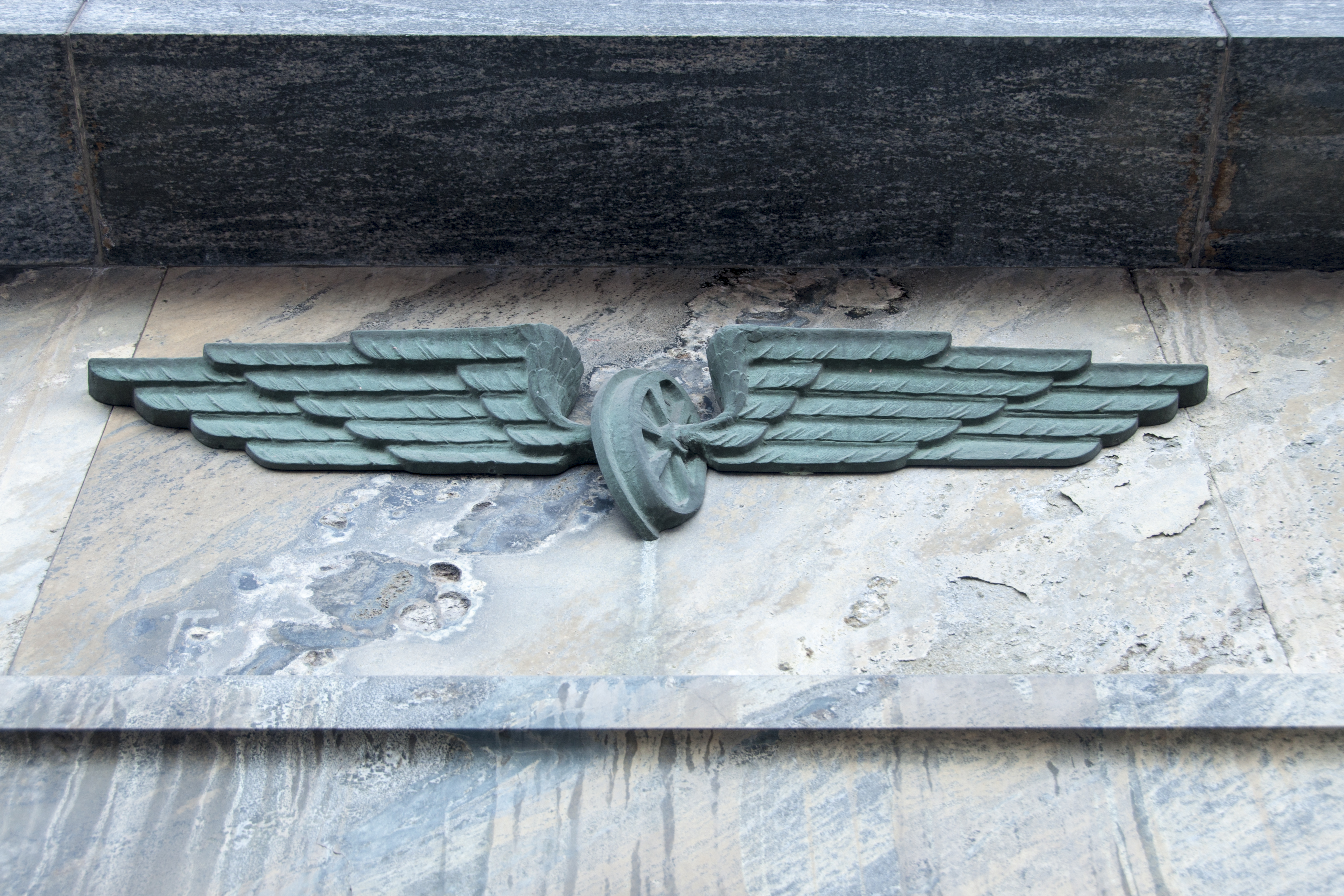
EJ-vinghjul på fasaden
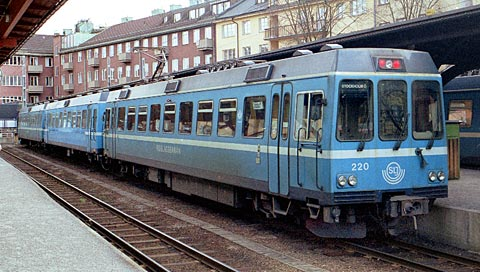
X10p-tåg
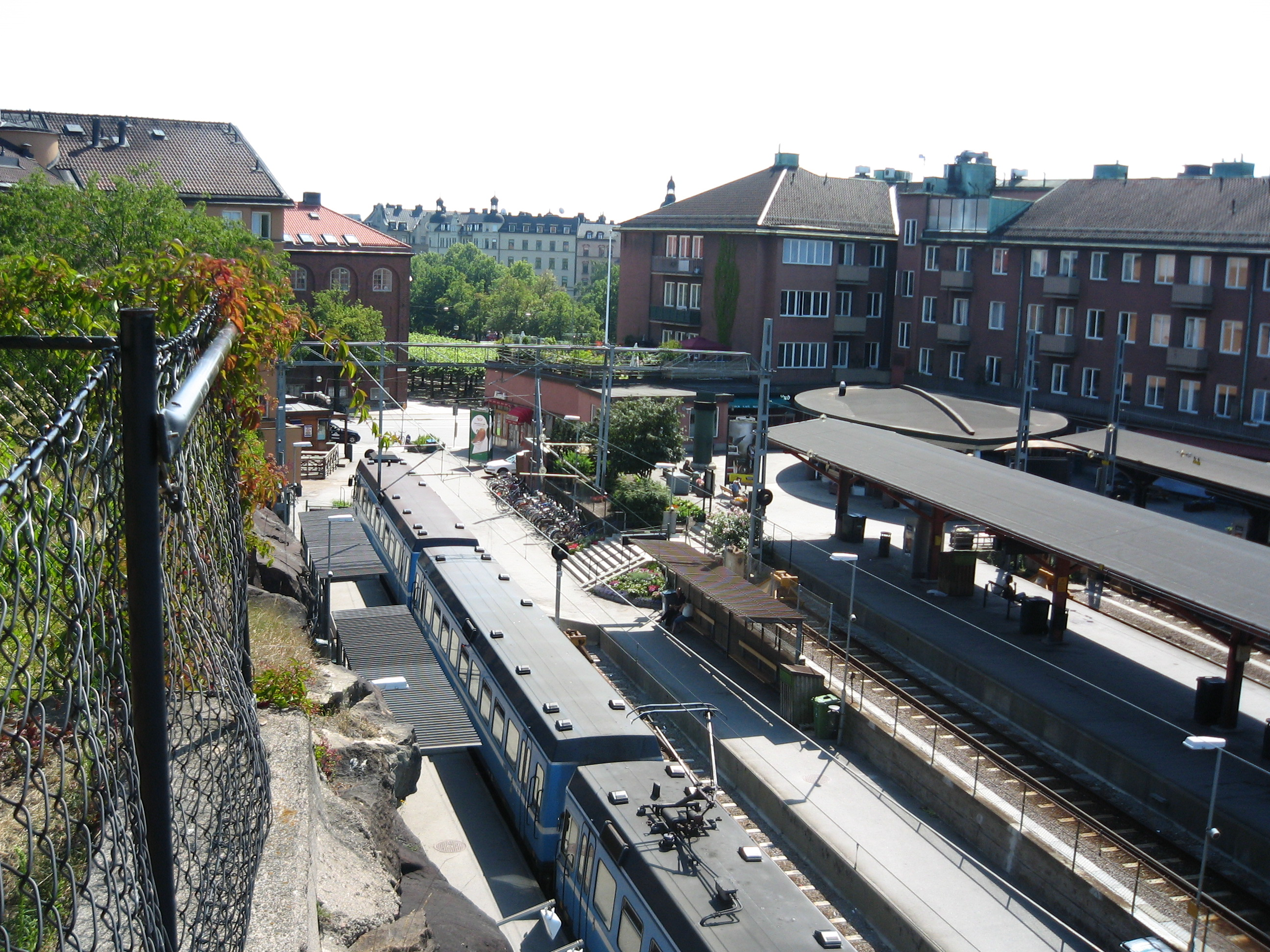
Fågelperspektiv på stationen 2006
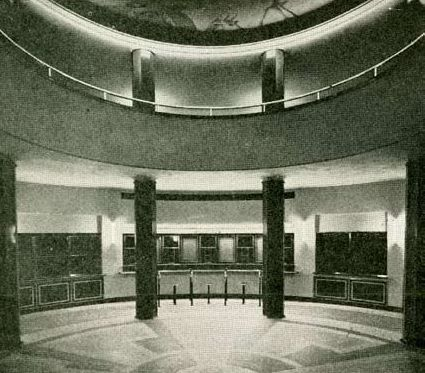
Entréhallen i stationsbyggnaden
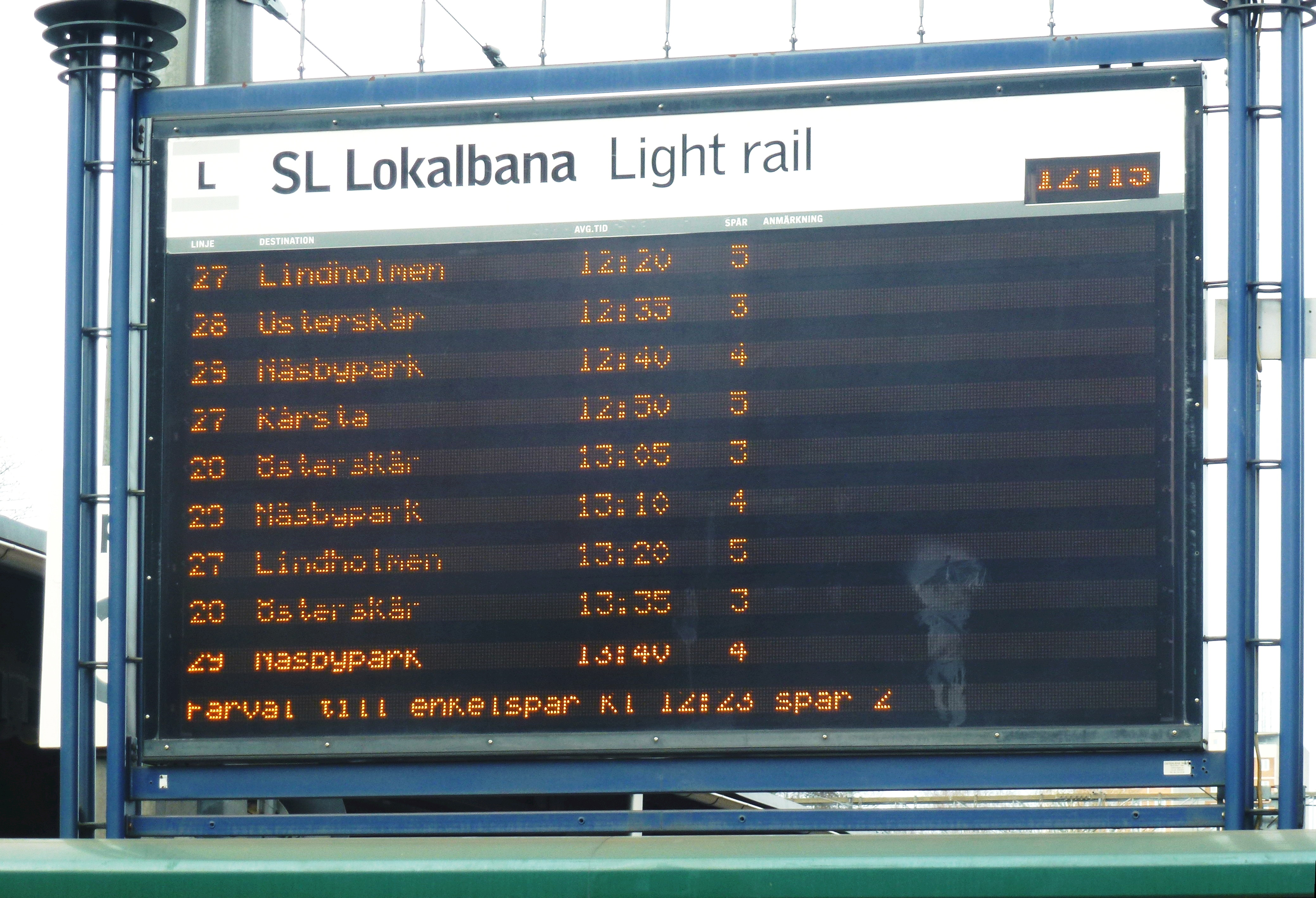
Tavla med uppgifter om tåg, 2014

### Äldre fotografier

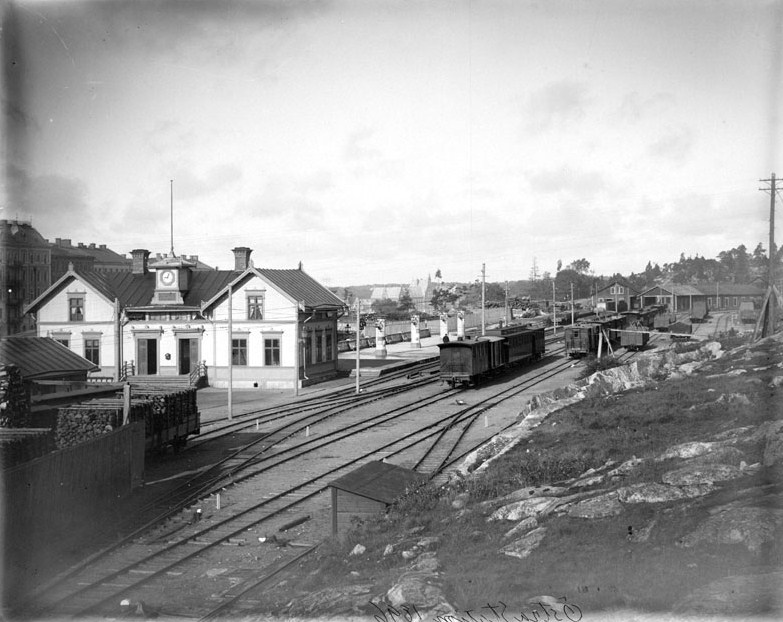
Det gamla stationshuset 1896.
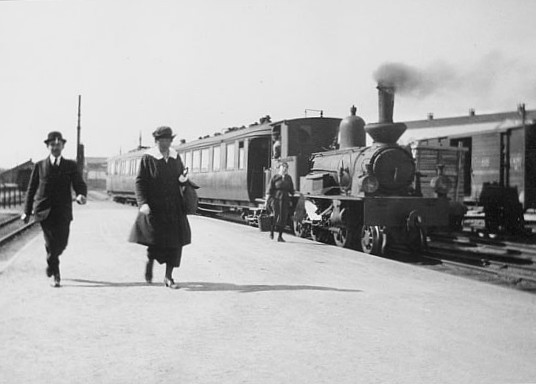
Ånglok på Östra 1922.
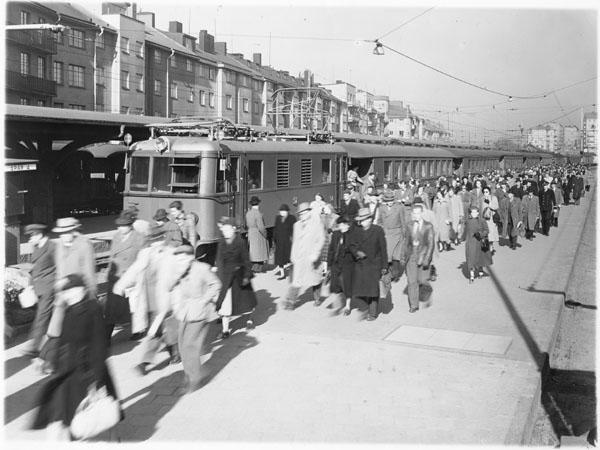
SRJ Nr. 54 med passagerartåg i rusningstid 1953.
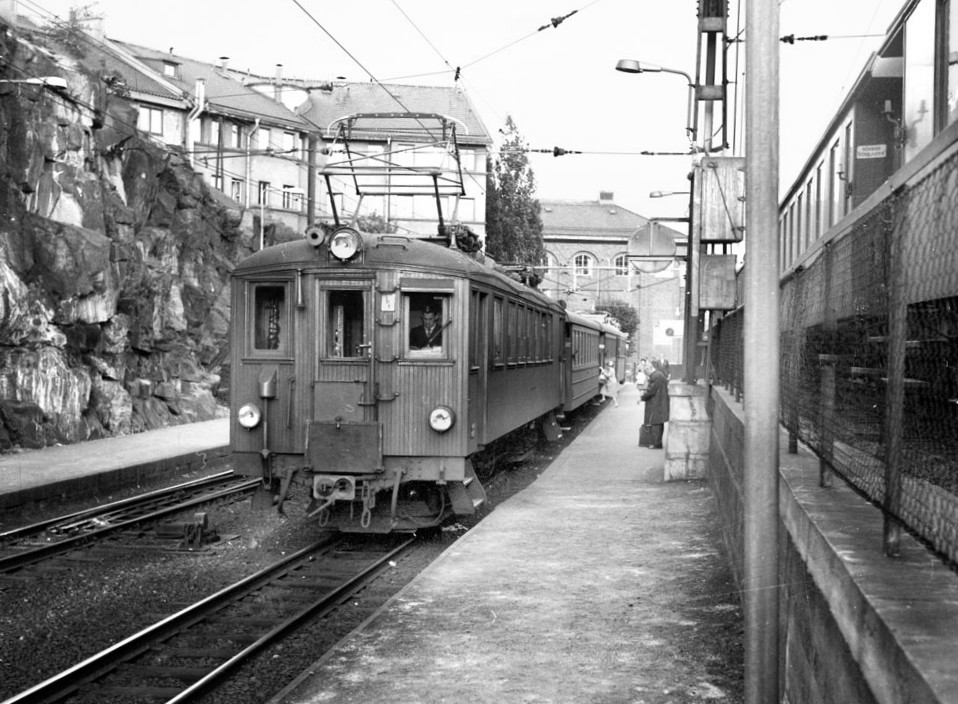
Djursholmståg på ett av de nedre spåren 1965.
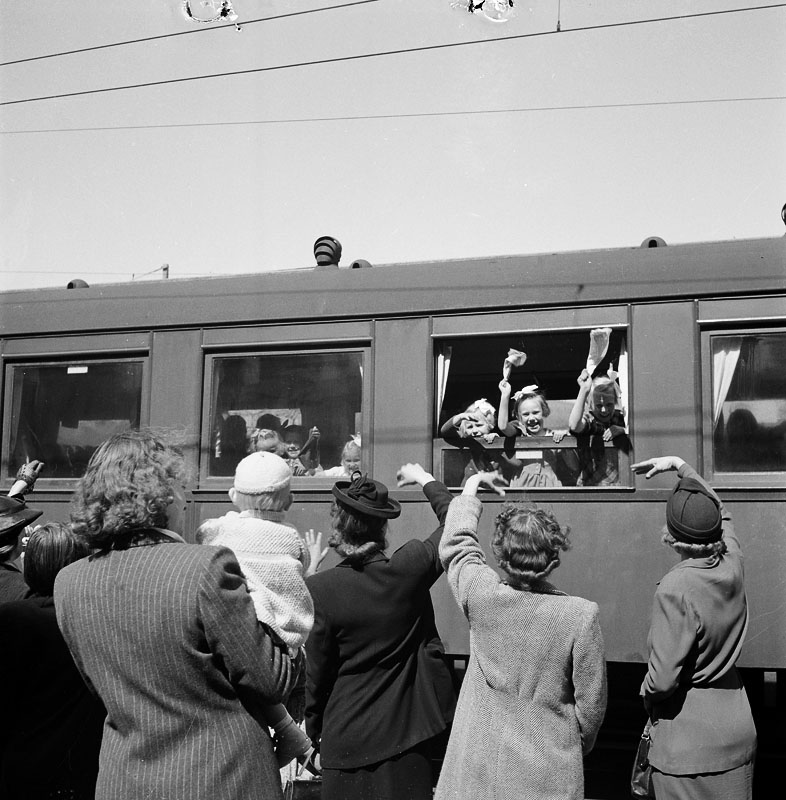
Extratåg med barn 1944.
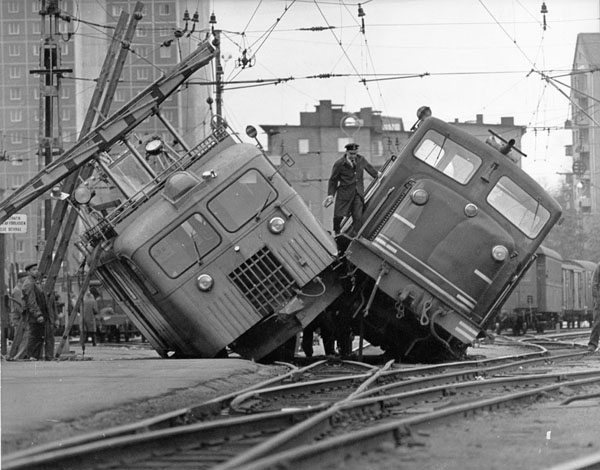
Kollision på bangården 1965.
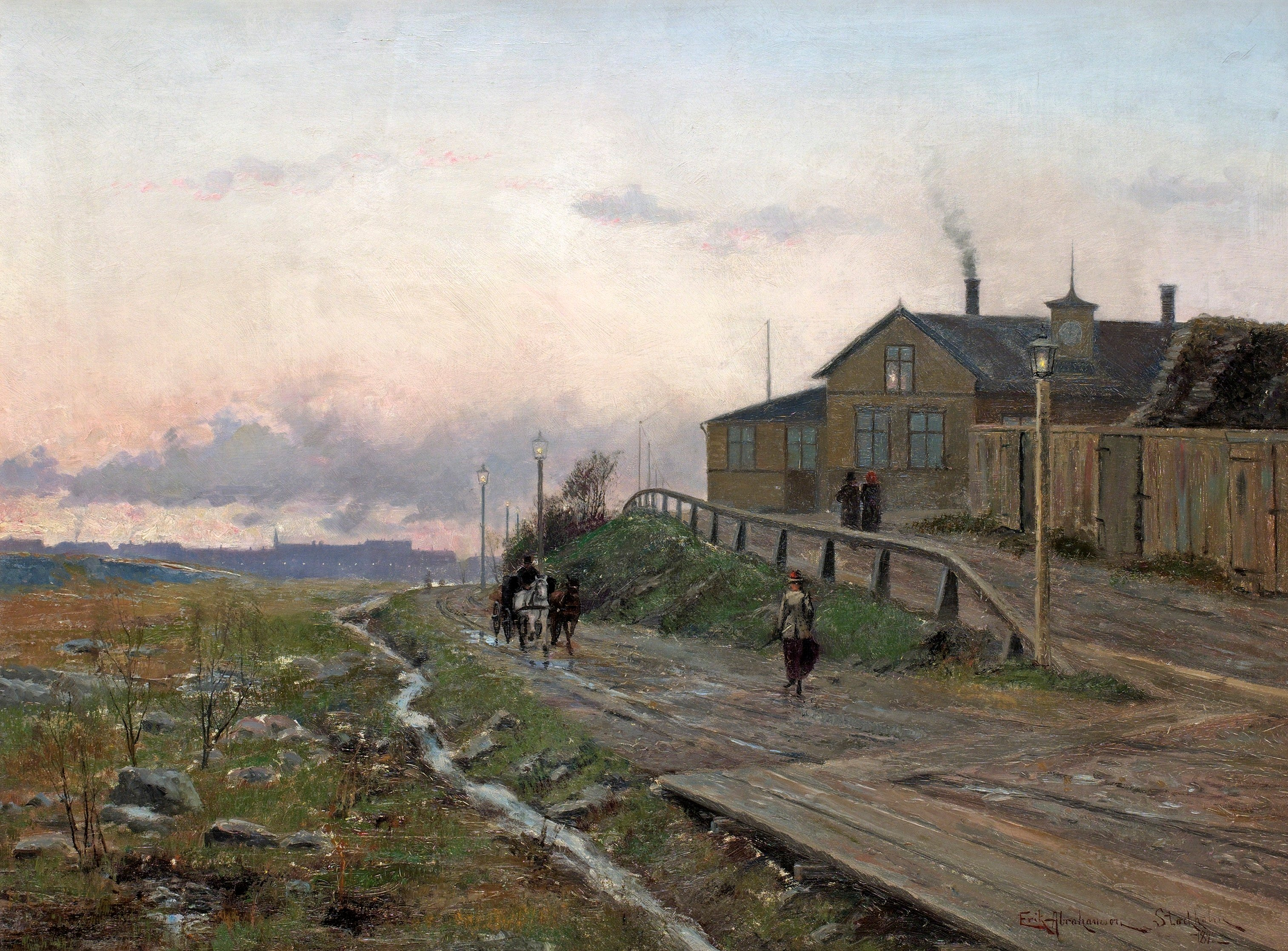
Målning från stationens första tid 1892.
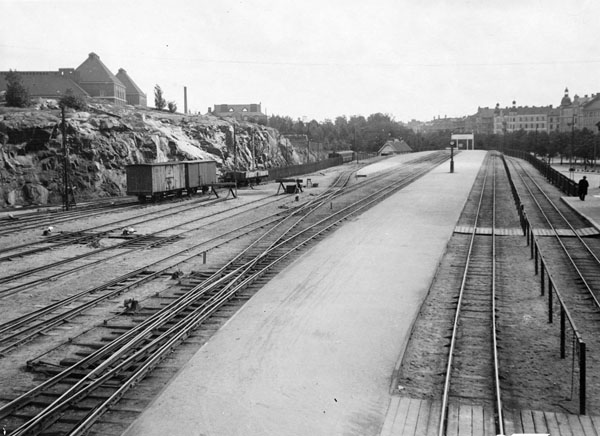
Bangården 1924.
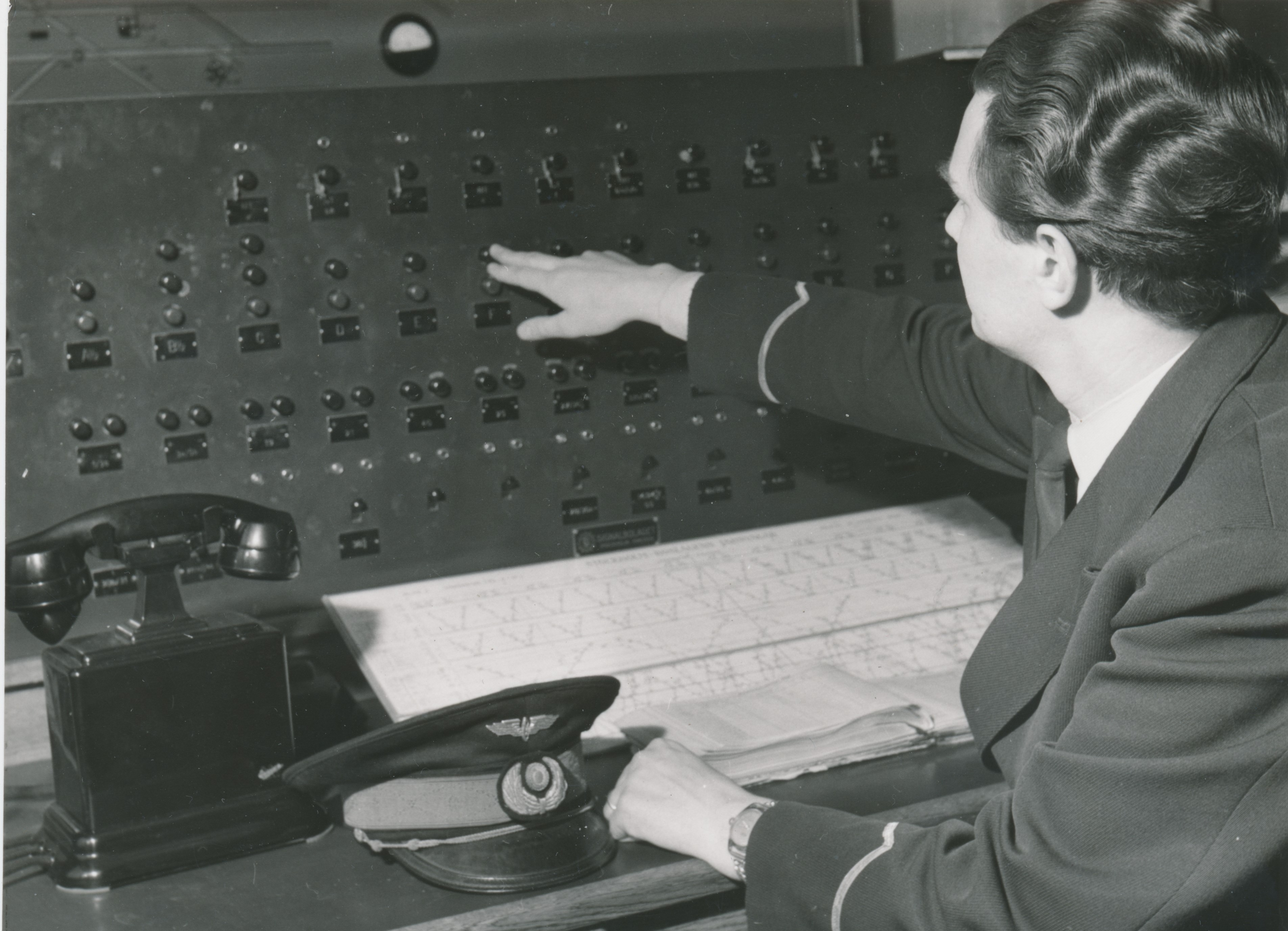
Stationsinspektor Hallin vid knappställverket 1951.